# Brad McQuaid
Pour les articles homonymes, voir McQuaid.
Brad McQuaid (né le 25 avril 1968 et mort le 18 novembre 2019) est un développeur de jeux vidéo et un homme d'affaires américain.

## Biographie
Devenu célèbre pour avoir travaillé sur le jeu Everquest, sorti en 1999 et ayant connu un succès planétaire, Brad McQuaid est devenu un des grands noms de l'industrie des jeux en ligne massivement multijoueur ou MMORPG. Il fut ensuite le cofondateur de l'entreprise Sigil Games Online où il fut le producteur exécutif du jeu Vanguard: Saga of Heroes, jusqu'à son acquisition par Sony Online Entertainment en 2007.
Il fut engagé en mars 1996, avec Steve Clover, par John Smedley, le président de Sony Interactive Studios America (SISA), pour travailler sur le projet EverQuest. Il avait attiré l'attention de Smedley grâce à son travail sur le shareware RPG WarWizard en 1993.
Le 6 juillet 2012, Sony Online Entertainment a annoncé la réembauche de McQuaid afin de poursuivre les travaux sur Vanguard, y compris la transition en mode Free-to-play. 
Le 6 mars 2013, McQuaid a annoncé qu'il était retourné travailler sur EverQuest. 
Le 9 septembre 2013, McQuaid a publié une déclaration selon laquelle il avait quitté SOE mais continuerait de travailler avec eux. Ces nouvelles, associées à une série d'indices laissés sur Twitter et à divers messages sur le babillard, ont amené la communauté à croire que McQuaid avait l'intention de travailler indépendamment sur un véritable successeur spirituel d'EverQuest et de Vanguard.
Le 13 janvier 2014, le jeu a été annoncé sous le nom Pantheon: Rise of the Fallen, parallèlement à une campagne Kickstarter. 
McQuaid a été directeur de la création chez Visionary Realms et travaillait sur le prochain MMORPG pour PC, Pantheon: Rise of the Fallen. 
McQuaid est décédé à son domicile le 18 novembre 2019 à l'âge de 51 ans.